# 855
855 (DCCCLV) fue un año común comenzado en martes del calendario juliano, en vigor en aquella fecha.

## Acontecimientos
- Benedicto III sucede a San León IV como papa.
- El emperador Lotario I abdica en favor de sus hijos Lotario II, Luis II el Joven y Carlos de Provenza

## Fallecimientos
- Hugo el Abad, noble francés
- 2 de marzo: Lotario I, sacro emperador de occidente
- 8 de diciembre: Drogo de Metz